# Rue Roberval
La rue Roberval est une voie située dans le quartier des Épinettes du 17e arrondissement de Paris.

## Situation et accès
Longue de 50 mètres, la rue Roberval relie la rue des Épinettes à la rue Baron, elle est desservie par la ligne 13 du métro à la station Guy Môquet.

## Origine du nom

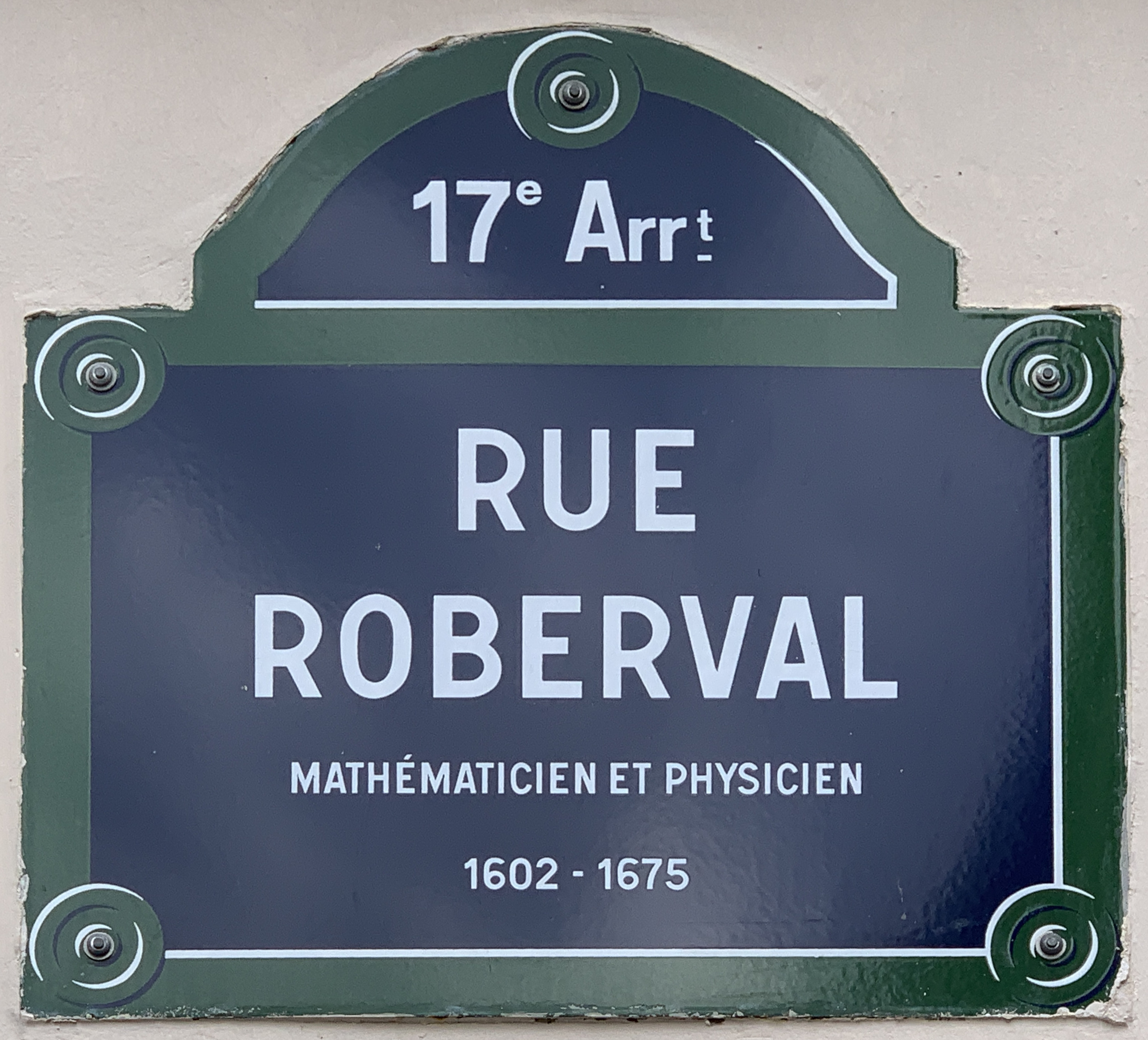
Plaque de la rue.

À l'instar d'autres rues de ce secteur dédiées à des scientifiques, elle porte le nom du mathématicien Gilles Personne de Roberval (1602-1675).

## Historique
Cette rue qui faisait précédemment partie de la rue Baron reçut par un arrêté du 8 février 1939 le nom de « rue Roberval » et est classée dans la voirie parisienne par arrêté du 12 février 1935.

## Bâtiments remarquables et lieux de mémoire
La rue n'est bordée que d'immeubles d'habitation, sans aucun commerce.